# 松崎谷川
松崎谷川（まつざきだにがわ）は、徳島県阿波市を流れる吉野川水系の河川である。

## 地理
阿波市阿波町天西山の水源から南流し、吉野川左岸に合流する。河川にほぼ平行するように徳島県道246号仁賀木山瀬停車場線が通っており、流域には阿波市立久勝小学校や野神の大センダンがある。

## 主な橋梁
- 松崎谷川橋 - 徳島自動車道。

## 流域の主な施設
- 阿波市立久勝小学校
- 野神の大センダン - 国の天然記念物。